# Валя-Мегерушулуй
Валя-Мегерушулуй (рум. Valea Măgherușului) — село у повіті Бистриця-Несеуд в Румунії. Входить до складу комуни Шієу-Мегеруш.
Село розташоване на відстані 325 км на північний захід від Бухареста, 7 км на захід від Бистриці, 71 км на північний схід від Клуж-Напоки.

## Населення
За даними перепису населення 2002 року у селі проживали 133 особи, усі — румуни. Усі жителі села рідною мовою назвали румунську.